# Мвумби, Готье
Готье Мвумби Тьери (фр. Gauthier Mvumbi Thierry, род. 15 мая 1994, Франция) — линейный гандболист из Демократической Республики Конго.

## Биография
Готье Мвумби родился 15 мая 1994 года во Франции.
С августа 2020 года выступает за любительскую команду «Дрё», выступающую во французской четвёртой лиге.
В январе 2021 года в составе сборной ДР Конго по гандболу дебютировал на чемпионате мира в Египте. Стал заметным игроком на турнире благодаря фактурному телосложению — по разным данным, Мвумби весит 110 кг при росте 192 см или 89 кг при росте 176 см. Аргентинское издание La Nacion сообщает, что его вес 130 кг. При этом, несмотря на лишние килограммы, он успешно играет: в частности, в стартовом матче сборной ДР Конго на чемпионате мира против Аргентины (22:28) Мвумби реализовал все свои четыре броска.
Получил от болельщиков прозвище Грузовик, сам себя называет гандбольным Шакилом О’Нилом. По словам Готье, телосложение даёт ему возможность побеждать в единоборствах во время матчей.